# Pete Churchill
Pete Churchill (* 1961 in London) ist ein britischer Jazzmusiker (Piano, Gesang, Dirigat, Komposition, Arrangement).

## Leben und Wirken
Churchill studierte nach seiner Schulzeit Musik an der Carleton University im kanadischen Ottawa. Sein Aufbaustudium in Komposition und Arrangement absolvierte er an der Guildhall School of Music and Drama in London, wo er seit 1988 eine Professur für Jazz innehatte.
Churchill komponierte für das Musiktheater. Beim Vivien-Ellis-Preis für neue Musicals gewann er 1988 den Sonderpreis für das Gospel-Musical David und Goliath und 1992 wurde er mit der Show Cecil Jackson Fights Back ausgezeichnet. Die Songs der beiden Stücke verkauften sich gut in Dänemark, wo sie mit Gold und Platin ausgezeichnet wurden. 1993 war er ein Jahr lang als musikalischer Leiter von Five Guys Named Moe im Londoner West End tätig. Als Komponist schrieb er mehrere Oratorien, wie David und Goliath (für fünfhundert Kinder, Solisten und Big Band; 2003 in der Royal Albert Hall aufgeführt) und Babel (für Erzähler, fünfhundert Kinder und Nonett, 2006). Churchill hat gemeinsam mit Stan Tracey die Sacred Music von Duke Ellington inszeniert. 2004 leitete er den Glasgow Jazz Festival Chorus. Als Chorleiter und Pädagoge war er weltweit unterwegs – auch in Australien und China.
Churchill begleitete 1997 Geoff Gascoyne auf dem gemeinsamen Album Winter Wonderland. Auch unterstützte er mehr als ein Jahrzehnt lang Mark Murphy als Pianist bei Auftritten in Großbritannien. Er betreibt auch ein Trio unter seinem eigenen Namen, das ein von der Kritik gefeiertes Album namens The Bad and the Beautiful (2004) mit dem Saxophonisten Bobby Wellins veröffentlichte. Als Sänger war Churchill Mitglied des Kenny Wheeler Vocal Project mit Norma Winstone, mit dem er beim Berliner Jazzfestival und dem Summer Jazz Festival in Mittelfinnland auftrat. Hieraus entwickelte sich das London Vocal Project, das er leitet und mit dem er mit Bobby McFerrin auftrat und Wheelers Zyklus Mirrors (2013) einspielte. Mit dem Vokalensemble inszenierte er das Miles Ahead Project, eine Adaption des Instrumental-Albums Miles Ahead von Gil Evans für Stimmen in Zusammenarbeit mit Jon Hendricks, die 2017 in New York uraufgeführt wurde und dann in England mehrere Vorstellungen erlebte. Zudem dirigierte er die Kenny Wheeler Big Band bei Konzerten und bei der Aufnahme von The Long Waiting (2012). Einige seiner Werke wurden in der Reihe Small Band Jazz bei Stainer & Bell Publishers veröffentlicht.
Nach fast zwanzig Jahren Lehrtätigkeit an der Guildhall School of Music ist er heute Professor für Jazzkomposition der Royal Academy of Music und leitet den Jazzchor am Trinity College of Music.